# Älgaryds församling
Älgaryds församling var en församling  i Skara stift i nuvarande Jönköpings kommun. Församlingen uppgick omkring 1550 i Bottnaryds församling.

## Administrativ historik
Församlingen har medeltida ursprung och uppgick omkring 1550 i Bottnaryds församling, efter att före dess ha ingått i Bottnaryds pastorat.